# Napoleon McCallum
Napoleon Ardel McCallum (* 6. Oktober 1963 in Milford, Ohio) ist ein ehemaliger US-amerikanischer American-Football-Spieler auf der Position des Runningbacks. Der 1,88 Meter große McCallum spielte für die Los Angeles Raiders in der National Football League (NFL).
Obwohl er einer der wenigen U.S.-Navy-Absolventen ist, die den Sprung in die NFL schafften, ist er eher wegen eines furchtbaren Sportunfalls bekannt, nachdem er seine Karriere beenden musste.

## Karriere

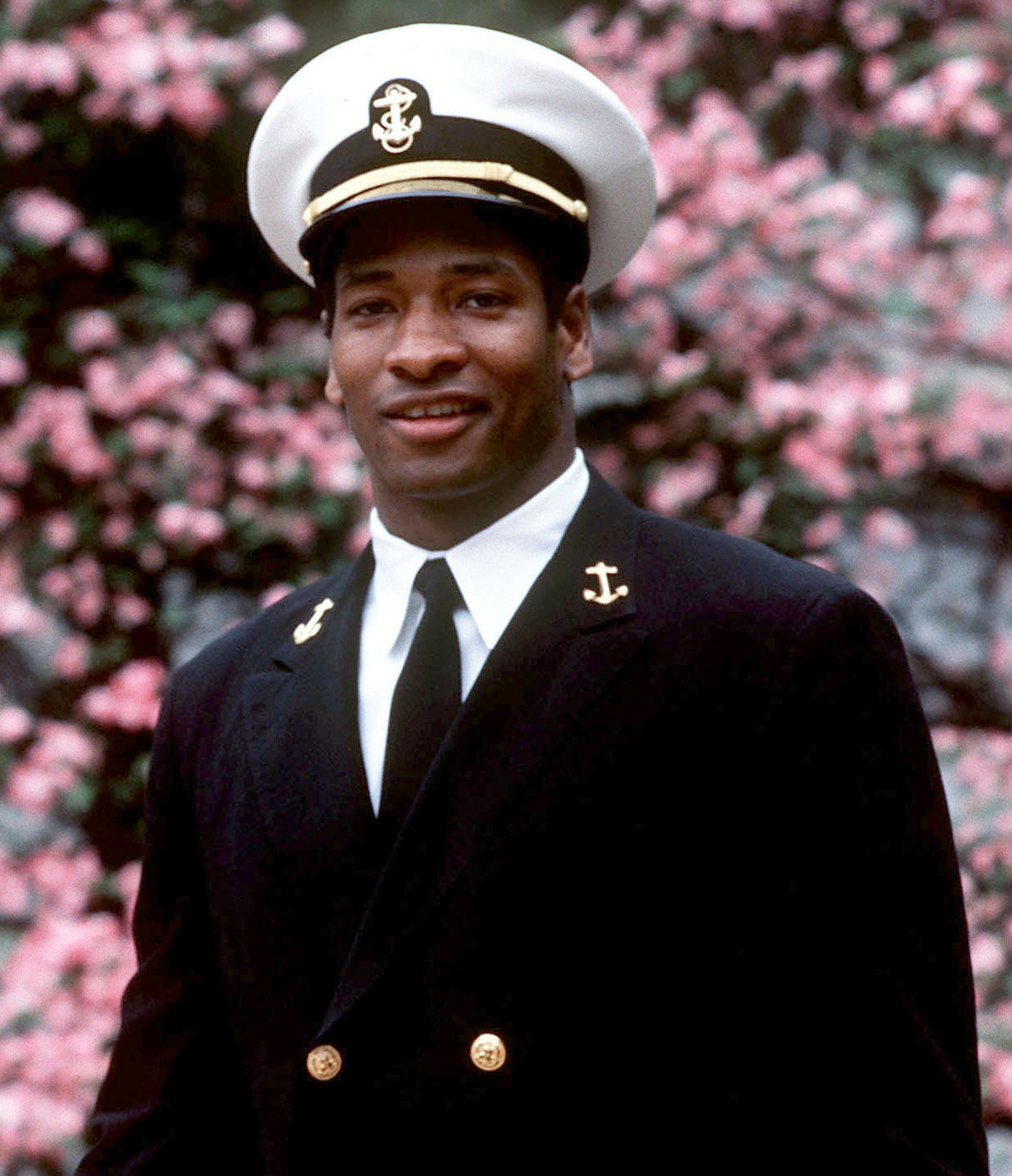
McCallum als Mitglied der U.S. Navy

McCallum ließ sich nach der Schulzeit von der United States Naval Academy verpflichten. Bei der dortigen Sportmannschaft, den Midshipmen, etablierte er sich als einer der besten Runningbacks seiner Altersstufe, wurde zweimal fürs All American-Team der besten Collegespieler nominiert und erzielte 7.172 Yards Raumgewinn. Im NFL Draft 1986 wurde er von den Los Angeles Raiders an 108. Stelle gedraftet. Als Soldat konnte er nur in Teilzeit bei den Raiders trainieren, da er unter der Woche zum Dienst musste. Trotzdem erzielte er in seiner Rookie-Saison 639 Yards Raumgewinn. Aufgrund seines obligatorischen fünfjährigen Navy-Wehrdienstes dauerte es bis 1990, als McCallum ehrenhaft entlassen wurde und seine NFL-Karriere fortsetzen konnte. Er wurde aber nur sporadisch eingesetzt und blieb in seiner statistisch besten Saison (1993) bei einem Raumgewinn von 134 Yards stehen.

## Karriereende
Am 5. September 1994 lief McCallum gegen die San Francisco 49ers auf. Da es sich um das Eröffnungsspiel der NFL-Saison 1994 handelte, wurde das Spiel landesweit auf Monday Night Football gesendet. Dort wurde das TV-Publikum Zeuge, wie sich McCallum nach einem Tackle von 49ers-Linebacker Ken Norton junior eine der schlimmsten Sportverletzungen in der NFL-Historie zuzog. Im Fallen blieb McCallum mit seinem linken Stollen im Rasen hängen, brach sein Knie mit einer kompletten Hyperextension durch und blieb mit einem im unnatürlichen Winkel abstehenden Unterschenkel auf Norton junior liegen. Der musste minutenlang regungslos liegenbleiben, bis die Ärzte den auf ihn liegenden McCallum sichern und abtransportieren konnten. Er erlitt ein komplett ausgekugeltes Knie, riss sich sämtliche Kniebänder sowie eine Arterie und erlitt irreparable Nervenschäden. Die Verletzung war so schlimm, dass eine Amputation drohte. McCallum musste sechs Operationen über sich ergehen lassen, bis sein Bein wieder halbwegs funktionierte. Stets hatte er Hoffnung auf ein Comeback, aber als er ein Jahr danach „ein Wettrennen gegen ein fünfjähriges Mädchen“ verlor, beendete er seine NFL-Karriere.
2003 wurde McCallum in die College Football Hall of Fame gewählt. Die Navy vergibt jährlich den „Napoleon McCallum Award“ für den besten Offensivspieler der Midshipmen.

## Privatleben
McCallum ist verheiratet und hat eine Tochter. Er ist im Glücksspielbereich tätig und arbeitet für die Las Vegas Sands Corporation. Er besitzt einen Abschluss in Informatik.